# Чубушник 'Mont Blanc'
Чубушник 'Монблан' (Philadelphus cv. 'Mont Blanc') — сорт рода Чубушник (лат. Philadélphus).
Используется, как декоративный, красиво-цветущий листопадный кустарник.
'Mont Blanc' — один из группы гибридов, созданных фирмой французского селекционера Виктора Лемуана в конце 1800-х и начале 1900-х годов.

## Характеристика сорта
Кустарник. В разных источниках его высота описывается по-разному: до 1,8 м, до 2 м высотой и в диаметре, невысокий 0,5—1,2 м. Молодые побеги опушённые. Кора коричневая, чешуйчатая.
Листья тёмно-зелёные, овально-эллиптические, 2—4 см длиной. Края листьев ровные, или с 1—3 зубцами.
Соцветия 3—5-цветковые, длиной 3—3,5 см, цветки в соцветии располагаются плотно по всей длине ветвей прошлогоднего прироста.
Цветки полумахровые, чистобелые, изящные, обладают ароматом ягод земляники. Лепестки нижнего круга венчика очень широкие, не образующие просветов, распростёртые и отогнутые назад, в очертании образующие цветок квадратной формы. Внутренние лепестки немногочисленные, завёрнутые внутрь. Информация о диаметре цветков противоречива: 2,5 см, до 3,5 см диаметром, до 5 см.
Цветение в конце июня — начале июля. Зацветает на 8—10 дней позже чубушника обыкновенного. Продолжительность цветения 30—41 день. Цветение обильное, как правило за цветами почти не видно листвы

## В культуре
Зоны морозостойкости: от 6a до более тёплых.
Рекомендуется высаживать в местах освещённых солнцем или в полутени. В тени вытягиваются побеги и ухудшается цветение.
Почва: хорошо дренированная, умеренно влажная, плодородная.
Рекомендуемые подкормки: ежегодно одно ведро навозной жижи (1:10). На 3-й год после посадки вносят минеральные удобрения: 15 г мочевины, 30 г суперфосфата, 15 г сернокислого калия, которые разводят в 10 л воды и расходуют на 1 — 2 растения. После цветения на 1 м² дают 20 — 30 г суперфосфата и 15 г сульфата калия или 100 −150 г древесной золы.
Формирующая обрезка. Ранней весной наиболее сильные побеги подвергают слабой обрезке, а слабые побеги — сильной. Удаляют побеги старше 10 лет.
Омолаживающая обрезка. Ранней весной 3—4 побега укорачивают до 30—40 см. Все остальные срезают на уровне почвы. Срезы обрабатывают садовым варом. Приствольный круг мульчируют компостом. В течение вегетационного периода куст несколько раз подкармливают органическими удобрениями и регулярно поливают. Следующей весной почти все побеги удаляют, срезая на кольцо, оставляют на каждом пеньке лишь по 2—3 наиболее сильных из которых формируют основу нового куста.